# Douglão
Pour les articles homonymes, voir Ferreira.
Douglas Ferreira, aussi appelé Douglão, est un footballeur brésilien né le 18 mai 1986 à Dois Vizinhos. Il joue au poste de défenseur central.

## Carrière de joueur

### Les débuts
Formé au Coritiba FC, club de Serie A brésilienne, et membre de l'équipe première en 2006, il est prêté de mai à décembre 2007 au Sport Club Internacional (Porto Alegre), aussi en Serie A brésilienne. En décembre 2007, il rejoint en prêt le club de foot de la ville de Rio Claro, club évoluant en série A1 (quatrième division).

### La déroute
Il signe le 27 juin 2008 un contrat de trois ans avec le FC Nantes où il n'a jamais réussi à s'imposer. En manque de temps de jeu et raillé par quasiment tous les supporters nantais, dès son premier match face à AS Monaco, il quitte un FC Nantes en plein trouble le 17 août 2009. 
Il représentait, en effet pour les supporters nantais, un recrutement énigmatique et complètement raté par le staff.
Douglao fait notamment partie cette année-là de la liste des nommés pour le Ballon de plomb des Cahiers du football.

### Le renouveau
Il rejoint le AO Kavala promu en première division grecque où, grâce à sa puissance physique et son exceptionnel jeu de tête, il s'impose comme un titulaire indiscutable. Il entame, en septembre 2010, sa deuxième saison sous les couleurs du club grec. Au cœur d'un scandale de matches truqués, le club se verra être relégué pour corruption. 

### La consécration
Le 23 août 2011, il signe un contrat courant jusqu'en 2015 avec le Sporting Braga. Encore une fois, après quelques journées de championnat, « Le Doug » devient titulaire et impose son physique à tous les attaquants du championnat portugais. Douglas Ferreira a grandi et joue maintenant la Ligue Europa avec Braga. Il finit troisième du championnat avec Braga, place qui lui permet de disputer la Ligue des champions 2012-2013.

### Prêt au Qatar
En août 2013, il est prêté par le Sporting Braga au Qatar SC, là-bas il s'impose comme un des tout meilleurs défenseurs du championnat.

### Retour en Europe
En juillet 2014, Douglao s'engage chez l'ambitieux club turc d'Akhisar Belediyespor. Il se fait notamment remarquer une nouvelle fois par sa capacité à marquer de nombreux buts.
Apres deux saisons pleines, il s'engage à la mi saison avec le club de Kayserispor où il joue peu à cause de plusieurs blessures. À la suite du non-paiement de ses salaires, le joueur rompt finalement son contrat le liant avec le club turc. 
Douglao signe avec le club chypriote de l'Anorthosis Famagouste, un des plus grands clubs du championnat. Il devient très rapidement incontournable dans sa nouvelle équipe et joue les premières places du championnat. Il se qualifie ainsi pour la Ligue Europa dès sa première saison.

### En équipe nationale
Il remporte le Tournoi de Toulon en 2002 avec l'équipe du Brésil des moins de 20 ans.

## Palmarès
- Tournoi de Toulon en 2002

### SC Braga
- Vainqueur de la Coupe de la Ligue en 2013